# Cukorcirok

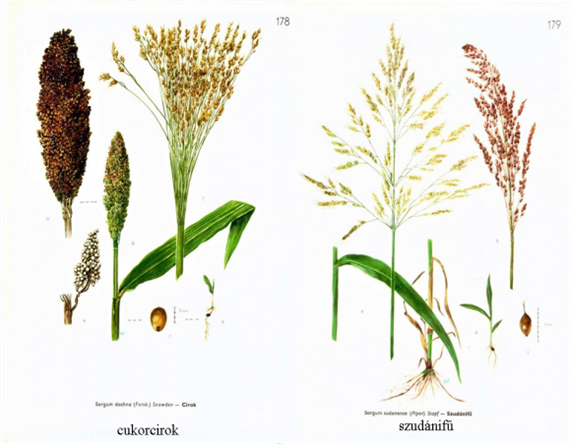

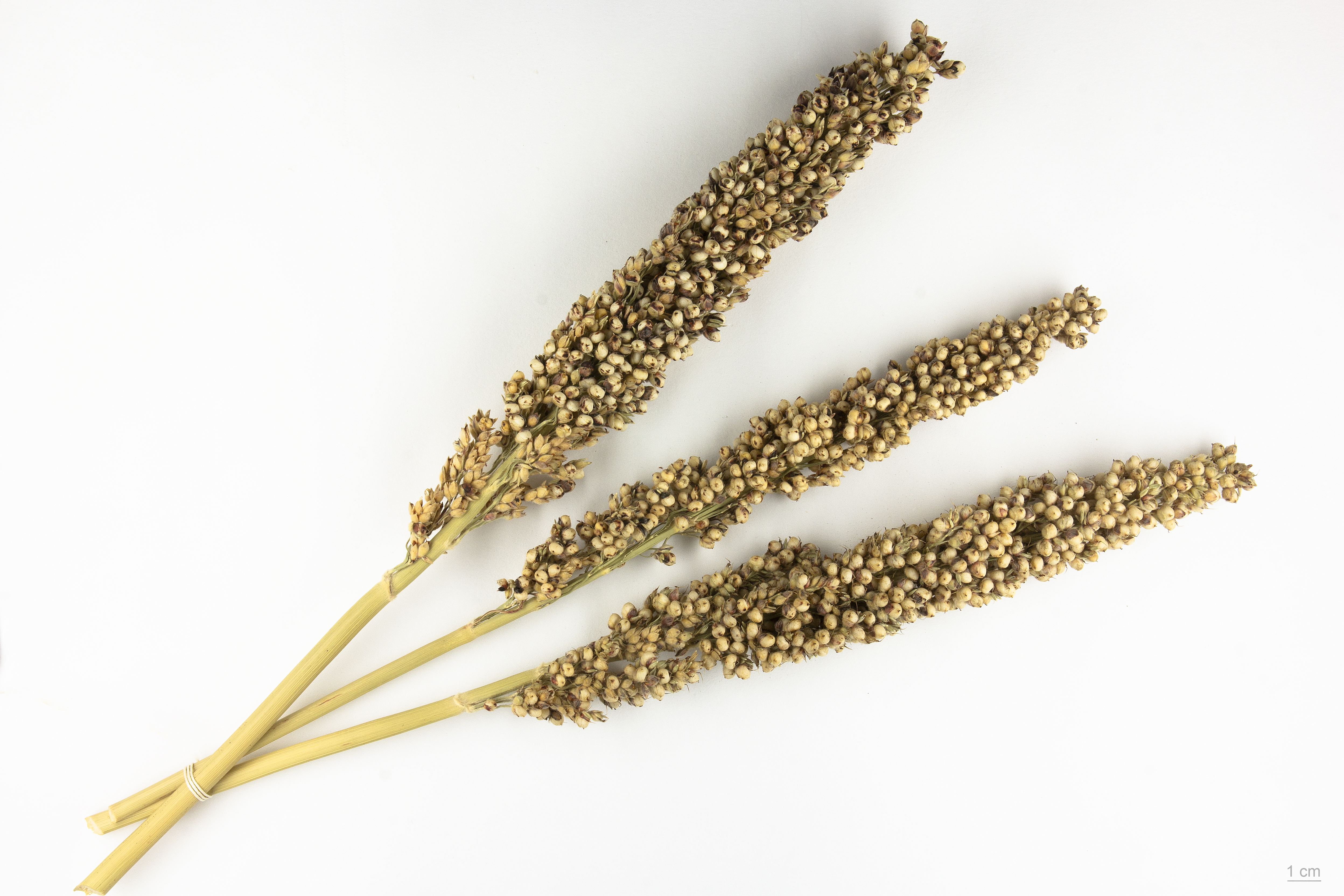
Sorghum bicolor ‘Moderne’ bugái a toulouse-i múzeumban

A cukorcirok valójában nem önálló cirokfaj, vagy -fajta, hanem gyűjtőfogalom a tarka cirok (Sorghum bicolor) azon fajtáira, melyek szárában magas a cukortartalom. Haszonnövényként termesztik. Korábban önálló fajnak tekintették, latin neve Sorghum saccharatum volt.
Afrikából származik, de ma már széles körben termesztik a trópusi és szubtrópusi régiókban.

## Leírás
A perjefélék családjába, azaz a fűfélékhez tartozó egynyári növény, ami akár kertben is tartható. Szárának nedve és magja fogyasztható.
A növény szárának magas cukortartalma préseléssel könnyen kinyerhető, és bioetanol előállítására használható. A szár két részből épül fel: a külső, támasztószövetekből álló részből és a belső, szivacsszerű bélrészből. A külső rész nagy cellulóztartalmú, erjeszthető cukortartalma nagyon kevés (0,51%). A belső rész 14% száraz rostanyagot és 86% levet tartalmaz, a lének pedig 15-17%-a erjeszthető cukor. A szárban található cukormennyiség függ az évhatástól, és a cukorcirok fajtájától. Hűvös és csapadékos évben a szár kevesebb, csupán 8-10% cukrot tartalmaz.

## Felhasználása
Ázsia számos országában bioenergetikai alapanyagnak (pl. bioetanol) termesztik; ott egy évben kétszer is betakaríthatják, mivel egész évben magas a hőmérséklet és sok csapadék esik.
Betakarítás során a bugát eltávolítják a szárról. A bugából nagy tápértékű, gluténmentes liszt készíthető, vagyis lisztérzékenyek is fogyaszthatják.
Mivel a levelek cukortartalma alacsony, leszedik azokat is a szárról. A leveleket elégetik vagy biogázként hasznosítják őket, így hőt és villamos energiát is nyernek, amit a technológia során felhasználhatnak. A levéltelen szárat préselik, amely során a benne levő lé 65-75%-át kinyerik, s az így kapott ciroklevet fermentációs tartályokba vezetik, ahol alkoholosan erjesztik. A cirokléből végül bioetanol lesz, amit első generációs bioüzemanyagként is felhasználhatnak.
A cukorcirok azonban második generációs bioüzemanyagok nyersanyaga is lehet. A cirok szárában jól bontható cellulóz (206-265 g/kg) és hemicellulóz (159-191 g/kg) is található, amiből ipari eljárással etanol (lignocellulóz alapú bioetanol) állítható elő.

## Kártevői
A cukorcirok leggyakoribb kártevői a levéltetvek, azok közül is a Rhopalosiphon maidis és a Sipha maydis fajok. Ezek 2–4 mm hosszú, főleg zöld, fekete vagy sárgás színű rovarok, amik a növényen csoportosan, telepekben helyezkednek el. A többi tetűhöz hasonlóan nedvszívásra alkalmas szájszervükkel a növény tápanyagát szívogatják, ami a levelek zsugorodását, sodródását, rajtuk a korompenész megjelenését eredményezi; végül a fertőzött levelek elszáradnak. A kevesebb rendelkezésre álló tápanyag következtében a növény fejlődése megáll, súlyosabb fertőzés esetén pedig az egész növény elszárad.

## Magyarországon elismert fajták
A Nemzeti Fajtajegyzékben "siló" megjelöléssel jegyzett, államilag elismert cukorcirok fajták:
- Berény
- Biomass 133
- Gigant
- GK Áron
- GK Balázs
- GK Erik
- Monori édes
- Róna 1
- Szarvasi titán